# Йонофон
Термойонният говорител или йонофонът представлява мощен високоговорител, който за разлика от обикновените електродинамични и електростатични високоговорители няма движещи се части, които да превръщат електричните трептения в механични. За да възпроизвежда звук, той йонизира въздуха посредством коронен разряд.

## Създателят на йонофона
Термойонният говорител е изработен от френския инженер Клайн, който е използвал известния в електротехниката коронен ефект.

## Действие на йонофона
Ако на два електрода се подава високо постоянно напрежение, като единият електрод се зарежда до висок положителен потенциал, а другият – до висок отрицателен, когато напрежението между електродите достигне определена стойност, в близост до тях се появява своеобразно светене, което се дължи на йонизацията на въздуха.
Големината и формата на светещото „облаче“ зависят от големината и знака на съответния електрически потенциал. Следователно, ако потенциалът е променлив, то и електронно-йонните „облачета“ около електродите ще започнат да трептят в такт с неговите изменения. Ако се направи така, че тези „облачета“ да трептят в такт със звуковата честота, то частиците въздух, които са в съприкосновение с тях, ще започнат също да трептят, а това означава, че възникват звукови вълни.

## Работни характеристики
За нормалната работа на йонофона е необходимо йонизиращото напрежение да бъде от 10 000 до 15 000 V, като честотата му се намира в границите 15-30 MHz (1 MHz = 1 000 000 Hz). Тази висока честота е необходима, за да бъде възпроизвеждането защитено от смущения.
Предимствата на йонофона са, че той може да възпроизвежда звук в честотния обхват от 1 до 20 000 Hz при минимални честотни и нелинейни изкривявания. Същевременно обаче необходимостта от високоволтов източник на високочестотно напрежение и твърде големите затруднения при производството и използването му ограничават приложението на йонофона.